# Мутти, Бортоло
Бортоло Мутти (итал. Bortolo Mutti; 11 августа 1954, Трескоре-Бальнеарио) — итальянский футболист и тренер.

## Биография
Бортоло родился 11 августа 1954 года.
Воспитанник школы миланского «Интера», за первую команду которого ему так и не удалось сыграть. Профессиональную карьеру начал в футбольном клубе «Массезе», за который сыграл 25 матчей в сезоне 1974/75. Выступал на позициях атакующего хавбека и форварда во многих командах Серии B и C.
Тренерская карьера Мутти стартовала в конце 80-х в команде «Палаццоло», где он был играющим тренером. Последним местом работы на данным момент является ФК «Ливорно», которым он руководил с 25 ноября 2015 по 27 января 2016. Так получилось, что пришедший ему на смену Кристиан Пануччи был и тем, кого в клубе заменил Мутти.
Его старший брат Тициано (род. 1952) — известный итальянский футболист и тренер.